# 第3教育連隊
第3教育連隊（だいさんきょういくれんたい、JGSDF 3rd Training Regiment）は、陸上自衛隊真駒内駐屯地（北海道札幌市）に駐屯していた北部方面隊直轄の教育部隊で2004年（平成16年）3月28日に廃止された。

## 概要
自衛隊発足当時、各方面隊にはそれぞれ独自に中隊規模の新隊員教育隊が編制されていたが、教育内容の不斉一や運用上の不都合などの問題から、これらの教育隊を統合し教育連隊が編制される事になった。その流れを組んで編制されており、主に北部方面隊の新隊員（2等陸士）（女子）および曹候補士（男子）の前期課程の教育を担当していた。
廃止後は曹候補士（曹候補士廃止後は一般曹候補生）の教育を第4普通科連隊（帯広駐屯地）・第73戦車連隊（南恵庭駐屯地）等の部隊が担当。同じ真駒内駐屯地所在の第18普通科連隊が担当する時期もあった。WACの新隊員や一般隊員・季節隊員等は北部方面教育連隊第2共通教育中隊（東千歳駐屯地）で担当していたが、2021年（平成23年）4月、北部方面混成団（東千歳駐屯地）の編成に伴う処置で北部方面教育連隊第2共通教育中隊を母体として増強かつ事実上の後身である北部方面混成団第120教育大隊が真駒内駐屯地に新編され、自衛官候補生（女子）課程および一般曹候補生（男子）前期課程の教育を受け持っている。

## 沿革
- 1954年（昭和29年）7月5日：第1新隊員教育隊および第2新隊員教育隊が函館駐屯地に新編。

第101教育大隊
- 1959年（昭和34年）8月13日：第1新隊員教育隊を母体とした第101教育大隊が函館駐屯地において編成完結。第2新隊員教育隊を廃止。
- 1962年（昭和37年）
  - 8月11日：第101教育大隊が函館駐屯地から真駒内駐屯地に移駐。
  - 8月15日：内部組織を改編し、大隊本部、第301・第302・第303共通教育中隊、第301特科教育中隊、第301車両教育中隊を新編。

第3教育連隊
- 1969年（昭和44年）8月1日：第101教育大隊（真駒内駐屯地）が第3教育連隊に改編。第301特科教育中隊、第301車両教育中隊を廃止。
- 2000年（平成12年）3月28日：第303共通教育中隊を廃止。
- 2004年（平成16年）3月28日：北部方面教育連隊（東千歳駐屯地）の編成に伴い、第3教育連隊（真駒内駐屯地）を廃止。連隊旗を返還。

第120教育大隊
- 2011年（平成23年）4月22日：第3教育連隊の後身部隊が新編。

1. 北部方面教育連隊（東千歳駐屯地）が北部方面混成団に改編。
2. 北部方面教育連隊第2共通教育中隊を母体として増強かつ事実上の後身、北部方面混成団隷下に第120教育大隊が真駒内駐屯地に新編。

## 廃止時の部隊編成
- 第3教育連隊本部
  - 総務科
  - 訓練科
  - 管理科「3教連-本」
- 第301共通教育中隊「301教」
- 第302共通教育中隊「302教」

## 歴代の第3教育連隊長
| 代 | 氏名     | 在職期間                        | 前職                                      | 後職                                  |
| -- | -------- | ------------------------------- | ----------------------------------------- | ------------------------------------- |
| 01 | 瀧武正   | 1969年08月01日 - 1971年07月15日 | 北部方面総監部付                          | 北部方面総監部第1部勤務               |
| 02 | 林之一   | 1971年07月16日 - 1974年03月15日 | 第2師団司令部第2部長                      | 防衛研修所戦史室戦史編さん官          |
| 03 | 後宮耕三 | 1974年03月16日 - 1976年03月15日 | 中央監察隊勤務                            | 陸上自衛隊業務学校 業務管理教育部長   |
| 04 | 三好弘之 | 1976年03月16日 - 1977年07月31日 | 陸上幕僚監部第2部情報第1班長              | 北部方面総監部第2部長                 |
| 05 | 伊藤潔   | 1977年08月01日 - 1979年07月31日 | 第1教育団本部訓練科長                     | 東部方面総監部監察官                  |
| 06 | 渡邉昭治 | 1979年08月01日 - 1981年07月31日 | 第1教育団本部訓練科長                     | 陸上自衛隊幹部学校学校教官            |
| 07 | 蓑輪博   | 1981年08月01日 - 1983年03月15日 | 陸上幕僚監部人事部補任課 人事第2班長      | 自衛隊帯広地方連絡部長                |
| 08 | 藤中忠   | 1983年03月16日 - 1984年07月31日 | 西部方面総監部総務部総務課長              | 自衛隊福岡地区病院勤務                |
| 09 | 富松克巳 | 1984年08月01日 - 1987年03月15日 | 陸上自衛隊富士学校学校教官                | 自衛隊中央病院総務部総務課長          |
| 10 | 水上秀訓 | 1987年03月16日 - 1988年07月31日 | 丘珠駐屯地業務隊長                        | 北部方面総監部勤務                    |
| 11 | 兼子靖久 | 1988年08月01日 - 1990年07月31日 | 陸上自衛隊北海道地区補給処 総務部総務課長 | 北部方面総監部勤務                    |
| 12 | 齋藤昇   | 1990年08月01日 - 1992年08月02日 | 北部方面総監部人事部援護業務室長          | 陸上自衛隊会計監査隊 北部方面分遣隊長 |
| 13 | 藤岡勝博 | 1992年08月03日 - 1994年07月31日 | 富士教導団本部高級幕僚                    | 陸上自衛隊資材統制隊副隊長            |
| 14 | 高橋通   | 1994年08月01日 - 1996年07月31日 | 陸上自衛隊業務学校研究員                  | 陸上自衛隊富士学校総務部総務課長      |
| 15 | 関根隆   | 1996年08月01日 - 1999年07月31日 | 北部方面調査隊長                          | 北部方面総監部付 →1999年10月22日 退職 |
| 16 | 福島正昭 | 1999年08月01日 - 2000年07月31日 | 名寄駐屯地業務隊長                        | 北部方面総監部勤務                    |
| 17 | 加藤幸治 | 2000年08月01日 - 2002年03月21日 | 第2師団司令部監察官                       | 北部方面総監部勤務                    |
| 18 | 濱谷昭男 | 2002年03月22日 - 2003年07月31日 | 北部方面総監部総務部総務課長              | 北部方面総監部勤務                    |
| 末 | 時吉伸一 | 2003年08月01日 - 2004年03月28日 | 東部方面総監部総務部広報室長              | 北部方面教育連隊長                    |

## 廃止部隊
- 1959年（昭和34年）8月12日廃止
  - 第1新隊員教育隊：第101教育大隊に改編。
- 1969年（昭和44年）7月31日廃止
  - 第101教育大隊：第3教育連隊に改編。
- 1969年（昭和44年）時期不明　廃止
  - 第301特科教育中隊：
  - 第301車両教育中隊：
- 2000年（平成12年）3月28日廃止
  - 第303共通教育中隊：